# Auswärtsspiel (Album)
Auswärtsspiel ist das elfte Studioalbum der deutschen Rockband Die Toten Hosen. Es erschien am 21. Januar 2002 zum 20. Gründungsjubiläum der Band bei deren eigenem Label JKP. Der Titel spielt auf die häufigen Konzerte der Gruppe im Ausland an und unterstreicht zudem ihre enge Verbundenheit mit der Sportart Fußball. Es ist das erste Album der Band, bei dem Schlagzeuger Vom Ritchie an der gesamten Produktion mitwirkte.
Das Album enthält hymnenartige und rockige Lieder, schnelle Punkrockstücke, aber auch die ruhige Ballade Nur zu Besuch, in der es um die Trauer um einen verstorbenen Menschen geht. In den Liedern Graue Panther, Kanzler sein… und Dankbar knüpfen Die Toten Hosen an ihre Tradition an, politische und soziale Themen ironisch aufzubereiten. Der Text von Kein Alkohol ist auch keine Lösung behandelt einen Bereich, mit dem sich die Band in der Vergangenheit oftmals satirisch auseinandersetzte. Mit der Coverversion des Dillinger-Titels Cokane in My Brain und dem Song Daydreaming, einer Zusammenarbeit mit T. V. Smith, enthält das Album zudem zwei Titel in englischer Sprache.

## Entstehung
Am 11. Juni 2000 zog sich Campino beim Sprung auf die Bühne von Rock am Ring einen Kreuzbandriss zu. Die über das Jahr hinaus geplante Tour „Unsterblich“ musste deshalb abgesagt werden, und es dauerte einige Zeit, bis der Frontmann der Band wieder auftreten konnte.
Die Toten Hosen gaben danach ihr erstes Konzert am 25. Januar 2001 anlässlich der kubanischen Musikmesse „Cubadisco“ in Havanna. Danach plante die Band ein Album, in das sie ihre Eindrücke aus den zahlreichen Auslandskonzerten einarbeiten wollte und welches die Hintergründe ihres bewegten, unsteten Lebens als Musiker zeigen sollte. Die Toten Hosen tourten seit ihrem Bestehen regelmäßig im Ostblock. 1990 gaben sie verschiedene Konzerte beim New Music Seminar in New York, und 1998 führte sie die Vans Warped Tour auf Festivals in Australien, Japan und den USA. Seit 1992 spielt die Band zudem häufig in Argentinien. Dort trat sie 1996 als Vorgruppe der Ramones im River Plate Stadion in Buenos Aires auf. Seitdem werden Die Toten Hosen in Argentinien mit größter Begeisterung gefeiert.
Um ungestört an neuen Stücken arbeiten zu können, mietete die Gruppe 2001 ein abgelegenes Ferienhaus auf Ibiza. Dort entstanden mehr als 75 Songs, von denen die Band 15 Stücke für das neue Album auswählte. Aufgenommen wurde das Album im „Music-Lan“ Studio in Avinyonet de Puigventós, und endgültig abgemischt unter der Leitung von Jon Caffery bei Dieter Dierks in Stommeln. Das Mastering wurde von Michael Schwabe im „Monoposto Studio“ in Düsseldorf vorgenommen.

## Das Cover
Das Foto auf der Frontseite wurde im Balneario Universitario, einem Meerwasserfreibad im Stadtteil Miramar von Havanna, aufgenommen. Es zeigt die Bandmitglieder in der Dämmerung, wie sie ähnlich den „schwarzen Buben“ aus dem Struwwelpeter hintereinander her auf einem schmalen Steg aufs Meer hinaus laufen.
Das Booklet enthält neben allen Texten etliche meist in Schwarz-Weiß oder ganz in Blau gehaltene Fotografien der Bandmitglieder während ihres Kubaaufenthaltes im Jahr 2001. Das Cover wurde von Johann Zambryski in Zusammenarbeit mit der Fotografin Donata Wenders gestaltet.

## Themen und Titelliste
Die deutschen Texte des Albums, die hauptsächlich von Campino stammen, sind aus der Erste-Person-Perspektive heraus verfasst. Sie behandeln größtenteils Erinnerungen an gemeinsame Reisen der Band, lange Partys, den Besuch von Fußballspielen sowie den Verzehr von Alkohol und den daraus resultierenden Lebenswandel. Es geht um ernste Gedanken über Liebe und Tod, während Campino politische Themen satirisch betrachtet.

### Rückblick und Lebenswandel
Im ersten Lied des Albums mit dem Titel Du lebst nur einmal (vorher) geht es um die Rückschau auf „All die Jahre“. Es endet mit der Erkenntnis: „Keine Zeit, groß zu bereuen; niemand gibt dir was zurück.“ Im darauf folgenden Titel Schlampe (nachher), der sich auf den Vorgänger bezieht, steht das Wort Schlampe, nach einer Idee von Rocko Schamoni, als Synonym für ein unsolides Leben. Hier heißt es: „Gebt mir ein neues Leben! Ihr bekommt mein altes gern umsonst zurück.“ Im englischen Text von Daydreaming geht es darum, dass viele Menschen das Leben verpassen, weil sie auf die Zukunft warten. In Amanita Phalloides zitiert Campino gefährliche Erscheinungsformen von Krankheiten in der Form, als würde er den Beipackzettel eines Medikamentes vorsingen. Der Titel trägt den lateinischen Namen des Grünen Knollenblätterpilzes. In Depression Deluxe beschreibt eine krankhaft depressive Person ihre Gefühle.
In Das Mädchen aus Rottweil erinnert sich Campino an ein Mädchen, das ihm Jahre zuvor in der schwäbischen Stadt Rottweil vor einer Ladenkasse begegnet ist. Beim Anblick des Mädchens traf es ihn „wie ein Blitz“. Jedoch ist er damals in den Tourbus gestiegen und weitergefahren, ohne sie anzusprechen. Die Textzeile „Ja, ich frage mich, wie sie wohl heute lebt und ob sie Hunde hat oder einen Mann“ ist eine Anspielung auf die Hunderasse, durch welche die Stadt Rottweil bekannt wurde. Musikalisch lehnt sich der Song an jugoslawische Musik der Sinti und Roma an. Die Band hat sich dabei von Emir Kusturica und dem No Smoking Orchestra, bekannt aus dem Film Schwarze Katze, weißer Kater, inspirieren lassen.
Das Album schließt mit dem Titel Kein Alkohol (ist auch keine Lösung)! und der Erkenntnis Campinos, dass Probleme sich auch nicht zwingend lösen, wenn er dem Alkohol entsagt.

### Liebe und Trauer
Im Lied Was zählt, in dem es um die Liebe geht, bedient sich Campino archaischer Bilder und Wendungen: „Ich bin durch das Meer geschwommen, hab von Wasser und Salz gelebt, nur um hierher zu kommen und dich endlich zu sehen. Ich war in jeder Wüste, die man sich denken kann, war fast dran aufzugeben, ständig weiterzuziehen.“
Das Stück beginnt mit einer Melodie, die Andreas von Holst auf der E-Gitarre spielt und die in der ersten Hälfte der Strophen und im Zwischenspiel wiederkehrt. Sie setzt sich zusammen aus offen klingenden Melodietönen, gedämpften rhythmischen Fülltönen, Dead-Notes und einem Viertel-Delay-Effekt. Zudem spielen alle Gitarren zusammen einen dominanten Rhythmus mit einem warmen, jedoch stark verzerrten Sound im zweiten Teil der Strophen und Powerchords im Refrain.

Ausschnitt mit Gitarre und Gesangslinie aus Nur zu Besuch

In dem ruhigen Titel Nur zu Besuch, den Campino seiner Mutter Jennie widmet, spricht er beim Gang über den Friedhof mit einer ihm nahestehenden verstorbenen Person, als wäre sie noch am Leben. Der Gesang von Campino wird von Gitarre, Bass, Klavier und Streichern begleitet, nach einem Arrangement von Hans Steingen.

### Fußball
Mit dem Titellied „Auswärtsspiel“ stellt die Band das gesamte Album unter das Motto „Das Leben ist ein Auswärtsspiel.“ Den Refrain „Ole ole ole ola, uns ist egal, wer heute siegt! Ole ole ole ola, weil es um was anderes geht!“ sieht sie zudem als Hommage an ihre argentinische Fangemeinde.
Im deutschen Text von Venceremos – Wir werden siegen, versehen mit dem Zusatz „irgendwann einmal“, erinnert sich die Band an ihren Aufenthalt vom Vorjahr auf Kuba, wo an „jeder Häuserwand“ noch Fidel Castros Parole Venceremos zu lesen war. Mit der englischen Übersetzung, bei der Matt Dangerfield von The Boys behilflich war, bringt sie den Song direkt mit einem sportlichen Sieg in Verbindung. Die englische Version We Will Be Heroes befindet sich auf dem Official Album of the 2002 FIFA World Cup.

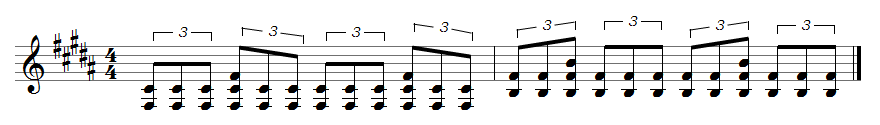
Shuffle-Rhythmus aus Steh auf, wenn du am Boden bist

Den Chorus in Steh auf, wenn du am Boden bist begleiten die Gitarren im Shuffle-Rhythmus. Der Titel ist an die Textzeile „Walk on With Hope in Your Heart“ aus der Vereinshymne des FC Liverpool You’ll Never Walk Alone angelehnt. Die englische Version des Stückes Stand Up, textlich eine Zusammenarbeit mit T. V. Smith, ist Teil des Soundtracks zum Film Land of Plenty von Wim Wenders. Steh auf, wenn du am Boden bist diente zudem als Titellied der Tatort-Episode Tod auf dem Rhein aus dem Jahr 2010.

### Rhythmus
Cokane in My Brain ist eine Coverversion von Dillingers gleichnamigem Reggae-Song aus dem Jahre 1976. Es geht um den „Puls“ der Stadt New York, in der alle vom Kokain aufgeputscht zu sein scheinen. Der Text wurde vom Originalsong unverändert übernommen, die Musik jedoch wesentlich härter und schneller, im Stil von Rage Against the Machine, eingespielt.
Den Stress und die eingeschränkte Bewegungsfreiheit einer eingesperrten Kreatur beschreiben neben dem Text „Laufen, laufen, laufen – immer wieder hin und her. Stumm und voller Ungeduld, die für immer brennen wird“ kurz angespielte Achtelnoten im Titel Tier.
Der Sound der Gitarre im Lied Schwimmen ist laut Andreas von Holst, der die Hälfte der Spuren bei diesem Stück alleine eingespielt hat, von der Musik des Balkans inspiriert. Als Percussioninstrumente dienten alte Mülltonnen und Metallteile. Musik und Text beschreiben im Einklang die rhythmischen Bewegungen beim Schwimmen im Meer.

### Politik
In Graue Panther belächelt die Band sich selbst. Es geht um die einst jugendlichen Revoluzzer der Punkbewegung, bei denen sich inzwischen Altersbeschwerden eingestellt haben und die sich über die „undankbare Jugend“ von heute beschweren. Den Rhythmus gibt durch das gesamte Lied hindurch ein altmodischer Drumcomputer an.
Im Text von Kanzler sein … versetzt sich Campino in die Rolle von Gerhard Schröder und klagt über sein „schweres Los“ als Bundeskanzler. „Seid bloß froh, dass ihr nicht Kanzler seid …“ heißt es da. Weiter schimpft er: „Und dann die ganze Scheiß-Verwandtschaft, sogar welche aus dem Osten …“, eine Spitze, die sich auf den Wahlkampf Schröders bezieht.
Der Inhalt des Liedes Dankbar gründet auf ein biblisches Zitat: „Wer das Böse nie kennengelernt hat, kann das Gute gar nicht sehen.“ Damit bezieht es sich zynisch auf die vertröstenden Worte einer Regierung gegenüber ihrem unzufriedenen Volk.

## Veröffentlichungen

### Singles
Die Single Was zählt wurde Ende November 2001 vor dem Album veröffentlicht. Drei weitere Singleauskoppelungen erschienen im Laufe des Jahres 2002, teilweise mit Liveversionen, die auf der Auswärtsspieltour aufgenommen wurden. Bei der Coverversion des Songs Runaway Train Driver von T. V. Smith handelt es sich um dieselbe Aufnahme wie auf dem Album Useless, bei der die Gesangsspur von Campino neu eingesungen wurde.
Was zählt
1. Was zählt
2. Hängt ihn höher – 2:37  (Meurer / Campino)
3. Drüber reden – 1:42  (von Holst / Campino)
4. Schöner warten – 3:57  (Campino)

Ein Ausschnitt aus dem Gemälde Der Garten der Lüste von Hieronymus Bosch dient als Cover der Single Kein Alkohol (ist auch keine Lösung)!

Kein Alkohol (ist auch keine Lösung)!
1. Kein Alkohol (ist auch keine Lösung)!
2. Wie man Kaninchen macht – 3:57  (Campino, Meurer / Campino)
3. Im Meer – 3:41  (Breitkopf, von Holst / Campino)

Steh auf, wenn du am Boden bist
1. Steh auf, wenn du am Boden bist
2. Leben im Bildausschnitt – 3:06  (Meurer / Campino)
3. Dankbar – Live – 2:46  (Breitkopf, von Holst / Campino)
4. Call of the Wild – Live – 3:11  (Breitkopf / Campino, T. V. Smith)

Nur zu Besuch
1. Nur zu Besuch
2. Runaway Train Driver – 3:12  Cover von T. V. Smith
3. Hirnfick (Futter für die Fische) – 3:14  (von Holst / Campino)
4. Nur zu Besuch (Instrumental) – 3:18

### Musikvideos
Das Video zur Vorabsingle Was zählt von Regisseur Ralf Schmerberg zeigt die Band beim Proben in einem leeren Hochhaus in Berlin. In den Fenstern erzeugen computergesteuerte Lampen von außen sichtbare Muster. Das Video entstand nach dem 11. September 2001 und zeigt unter anderem die damalige hohe Polizeipräsenz in der deutschen Hauptstadt. In einer kurzen Einstellung tragen Statisten mit überdimensional großen Köpfen aus Pappmaché, die Osama bin Laden und George W. Bush darstellen, ein großes Herz durch die nächtliche Straße. Drehort war das Haus des Lehrers in Berlin, die Lichtinstallation war das Projekt Blinkenlights.
Im Jahr 2002 erschien zunächst ein Musikvideo zu Kein Alkohol (ist auch keine Lösung)! von Peter Thorwarth, in dem Karina Krawczyk und Ingo Naujoks als Paar in einem Nobelrestaurant gezeigt werden. Die Geschichte wird durch Split Screen gleichzeitig in zwei verschiedenen Versionen erzählt. In der einen Bildhälfte bleibt das Paar nüchtern, während auf der anderen Seite reichlich Alkohol konsumiert wird. Am Ende schwankt der betrunkene Mann in den „falschen Film“ hinüber und prügelt sich dort mit den Personen, so dass die Handlung auf beiden Seiten kein glückliches Ende nimmt. Die Arbeit wurde 2002 mit dem Comet für das beste nationale Video ausgezeichnet.
Für zwei weitere Videos aus demselben Jahr zeichnet Regisseur Olaf Heine verantwortlich. Steh auf, wenn du am Boden bist ist ein Stimmungsbild in Schwarz-Weiß und zeigt filmische Porträtaufnahmen einzelner Menschen, einschließlich der Bandmitglieder, und Nur zu Besuch geht Campino durch die Straßen und Geschäfte einer verlassenen Stadt. Am Ende des Liedes begegnet er sich selbst und verpasst sich eine Ohrfeige. Durch dieses Ereignis merkt er, wie belebt die Stadt ist und dass er sich nur isoliert hat.

### Neuauflage 2007
Ende des Jahres 2007 wurden alle Stücke des Albums neu gemastert. Die Neuauflage enthält neben einem neuen, zweiten Begleitheft und einem Interview von Jan Weiler mit der Band sechs zusätzliche Stücke aus den Jahren 2001 bis 2004, die seither als B-Seiten oder als Demos erschienen sind.
- Zusatztitel

1. Drüber reden – 1:42  (von Holst / Campino)
2. Schöner warten – 3:58  (Campino)
3. Im Meer – 3:42  (Breitkopf, von Holst / Campino)
4. Leben im Bildausschnitt – 3:05  (Meurer / Campino)
5. Hirnfick (Futter für die Fische) – 3:17  (von Holst / Campino)
6. Das Leben ist schwer, wenn man dumm ist – 3:39  (von Holst / Campino)

## Tournee
Die gleichnamige Konzertreise zum Album Auswärtsspiel eröffnete die Band am 8. und 9. Februar 2002 mit zwei „Heimspielen“ in der Düsseldorfer Philipshalle.
Es folgten über das Jahr hinweg 75 ausverkaufte Konzerte in Deutschland, Österreich und der Schweiz. Sie war zu Gast beim Himos Festival in Finnland, beim Sziget Festivals in Budapest und beim polnischen Woodstock Festival in Żary vor 350.000 Zuschauern. Zudem gaben Die Toten Hosen ihr bisher „höchstes“ Konzert auf der Zugspitze. In der Heimatstadt des Mädchens aus Rottweil veranstaltete sie am 7. August 2002 einen Abend, zu dem ausschließlich Frauen Eintritt hatten.
Dort spielten Die Toten Hosen erstmals eine Coverversion von Funny van Dannens Lied Frauen dieser Welt, das sie kurz darauf als Single veröffentlichten; auf der B-Seite das Lied Junge Menschen, alte Menschen, eine Zusammenarbeit von Campino und van Dannen und ein weiteres Lied van Dannens Trauriges Arschloch, das der Künstler zudem an der Gitarre begleitet. Die Single erreichte in Deutschland Platz 23, in Österreich Platz 74 und in der Schweiz Platz 95 der Charts.
Im November reiste die Band erneut nach Argentinien und hatte zwei Auftritte im „El Teatro“ in Buenos Aires. Die Tour endete am 28. Dezember 2002 mit einem Konzert in der Sporthalle Böblingen.
Die Tourleitung unterlag Kiki Ressler, der seit 1982 als Roadie für Die Toten Hosen arbeitet und seit den 1990er Jahren als Geschäftsführer des Unternehmens KKT („Kikis kleiner Tourneeservice“) die Konzertreisen der Band organisiert. Die Musiker und die 65-köpfige Crew, für deren Verpflegung die Köche der RGF („Rote Gourmet Fraktion“) verantwortlich waren, reisten in sechs Bussen. Das Equipment fand in fünf LKWs Platz. Mit niedrig gehaltenen Ticketpreisen um 21 Euro war es die erfolgreichste Konzertreise einer Musikgruppe in Deutschland im Jahr 2002.

## Resonanz

### Charterfolge und Auszeichnungen
Das Album erreichte Platz eins der Charts in Deutschland und ebenfalls Platz eins in den Österreichischen Charts, Platz drei erreichte es in der Schweiz. Im Jahr 2002 wurde es in Deutschland mit einer Goldenen und einer Platin-Schallplatte ausgezeichnet; in Österreich einmal mit Gold.

### Pressestimmen
Im Rolling Stone, der die Bandmitglieder in Astronautenkleidung auf dem Cover seiner Februar-Ausgabe von 2002 zeigte, erhielt die Gruppe mit Im Headquarter der Toten Hosen die siebenseitige Titelgeschichte. Dort heißt es unter anderem, man könne die Songs des neuen Albums auch mehrmals hören, ohne dass einem langweilig würde. Nur zu Besuch würde einem fast die Tränen in die Augen schießen lassen, und wer bei Kein Alkohol ist keine Lösung nicht lache, sei selber schuld.
Ebenfalls lobende Worte erhält die Band für das Album bei laut.de. Der Rezensent, der seine Worte ganz der Fußballsprache anpasst, schreibt, dass das Spielsystem nicht mehr ganz aktuell sei, dass sie aber nach dem Motto „Schuster, bleib bei deinen Leisten“ ihre Stärken gekonnt ausspielen und jeden Catenaccio knacken würden.
Im Onlinemagazin Powermetal.de ist die Rede von „sehr gelungenen und abwechslungsreichen Songs, zahlreichen Hits und absolut herausragenden Texten.“ Götz Kühnemund, Chefredakteur der Zeitschrift Rock Hard bescheinigt den Toten Hosen auf diesem Album ebenfalls äußerste Vielseitigkeit. Die Lieder Graue Panther, Kanzler sein und Kein Alkohol (ist auch keine Lösung) seien selbstironisch und witzig, während Depression Deluxe und Nur zu Besuch nachdenklich und Du lebst nur einmal der beste „Hosen-Song“ seit langem sei. Bei CDstarts.de heißt es, der Titelsong sei ein erstklassiger Ohrwurm, er klinge hoffnungsvoll und versöhnlich. Die Toten Hosen hätten ihre melancholische Phase überwunden und würden endlich wieder Songs liefern, denen man die gute Laune der Band anhöre.
Oliver Ding von Plattentests.de hingegen schreibt, dass im düsteren Was zählt, welches vorab eine Rückbesinnung auf alte Stärken habe erhoffen lassen, Campino sich ausdrucksvoll wie selten zeige, während die Band zupacke, als hätte sie die Rheumadecken eingemottet und wärme sich wieder mit eigenem Schweiß. Doch trotz des neu entdeckten Angriffsspiels hapere es leider bei der Umsetzung allzu oft im Mannschaftsgefüge. Zum Titel Nur zu Besuch meint Ding, dass selbst der überzeugteste Hosen-Hasser sich dabei erwischen lassen dürfte, wie er klammheimlich eine Träne im Knopfloch verschwinden ließe.
Eine negative Kritik erfährt das Album im Spiegel Online. Zermürbend seien die zahlreichen Selbstplagiate, lediglich durch Nur zu Besuch ziehe sich ein Hauch von Emphase. Wenig sinnstiftend und leidlich amüsant sei das diesmal wieder vorhandene Sauflied Kein Alkohol (ist auch keine Lösung)!.